# الروضة (سيدي سالم)
قرية الروضة هي إحدى القرى التابعة لمركز سيدي سالم في محافظة كفر الشيخ في جمهورية مصر العربية. حسب إحصاءات سنة 2006، بلغ إجمالي السكان في الروضة 7090 نسمة، منهم 3615 رجل و3475 امرأة.

## تاريخ
نشأت القرية بتاريخ 28 أبريل عام 1943، عندما أصدر مجلس مديرية الغربية -عندما كانت محافظة كفر الشيخ تابعة للغربية آنذاك- قراراً بفصل سبع عزب تابعة لقرية الفقهاء البحرية، وضمها لتصبح قرية واحدة باسم الروضة. وكانت تابعة لمركز دسوق، إلى أن تم إنشاء مركز سيدي سالم عام 1960 فتم ضمها إليه.